# Richard B. Kemp
Richard B. Kemp (Enﬁeld, Middlesex, 19 de novembro de 1941, é um investigador britânico.

## Prémios e honrarias
- Medalha Lavoisier (ISBC) (1992)[2]